# 大浜公園 (掛川市)
大浜公園（おおはまこうえん、英語: Ōhama Park）は、静岡県掛川市の公園。

## 概要
かつての静岡県小笠郡大浜町、現在の静岡県掛川市に位置する都市公園である。高台に位置しており、麓から坂を登って頂を目指すことになる。園内は豊かな自然環境に恵まれているため、多様な草花を眺めて楽しむことができる。特に桜の名所として知られており、県内においてはニュースで桜の開花状況が報じられるほどである。緩やかな坂道に約700本の桜がアーチ状に枝を伸ばしており、開花時期には桜花のトンネルのようになる。ソメイヨシノが咲き終わると、その次はアジサイが咲き誇る。
また、公園には展望台なども設けられている。天候がよければ、園内から太平洋や南アルプス、富士山を一望できる。
豊かな自然環境が残されていることから、大浜公園の一帯は静岡県庁により御前崎遠州灘県立自然公園を構成する第三種特別地域として指定されている。

## 沿革
大浜公園は、もともとは貞永寺の寺領であった。貞永寺は、四条天皇の勅命に基づき1233年（貞永2年）に創建された。その後、足利尊氏が全国に安国寺利生塔を設ける方針を打ち出すと、今川貞世により貞永寺が遠江国の安国寺に指定された。現在でも、貞永寺の境内は大浜公園に隣接している。
また、大浜公園は三井山に位置しているが、戦国時代には徳川家康によって三井山砦が築かれていた。三井山砦は高天神六砦の一つであり、武田勝頼配下の高天神城を攻略するために設けられた。家康に命じられた酒井重忠がこの砦を管轄し、高天神城への兵糧や弾薬の補給を遮断していた。のちに三井山砦が立地していた一帯は茶畑として開墾され、主要部は段々畑となった。山腹に空堀の土塁など遺構が残ってはいるものの、往時を偲ばせる跡はほとんど残存していない。ただ、三井山砦跡であることを示す標柱や説明板が建てられている。

## アクセス
- 秋葉バスサービス秋葉中遠線「矢柄神社前」停留所から徒歩約11分。（JR東海道線袋井駅から大東支所行バスで約33分。）
- しずてつジャストライン掛川大東浜岡線「中川原」停留所から徒歩約15分。（東海道新幹線・JR東海道線、天竜浜名湖鉄道線掛川駅から大東支所行・浜岡営業所行バスで約26分。）